# أندريا جامارنيك
أندريا جامارنيك (Andrea Gamarnik) من مواليد عام 1964 في بوينس آيرس ، هي عالمة كيمياء حيوية أرجنتينية متخصصه في علم الفيروسات الجزيئي.درست في جامعة بوينس آيرس وجامعة كاليفورنيا في سان فرانسيسكو. وهي تعمل حاليا في بوينس آيرس في معهد لوريال . وهي أول امرأة أرجنتينية تكون جزءًا من الجمعية الأمريكية لعلم الأحياء الدقيقة . في عام 2016، حصلت على جائزة لوريال للمرأة في العلوم لأبحاثها عن الفيروسات المنقولة بواسطة البعوض ، وخاصة فيروس حمى الضنك ·  · 